# Shattered Glass (película)
Shattered Glass es una película dramática estadounidense de 2003 escrita y dirigida por Billy Ray. El guion está basado en un artículo de Vanity Fair de septiembre de 1998 escrito por H. G. Bissinger. En él, se narraba el rápido ascenso como periodista de Stephen Glass en The New Republic a mediados de la década de 1990 y su hundimiento al conocerse que sus historias eran un fraude.
La película está protagonizada por Hayden Christensen, Peter Sarsgaard, Chloë Sevigny, Hank Azaria y Steve Zahn.

## Reparto
- Hayden Christensen como Stephen Glass.
- Peter Sarsgaard como Chuck Lane.
- Chloë Sevigny como Caitlin Avey.
- Hank Azaria como Michael Kelly.
- Steve Zahn como Adam Penenberg.
- Rosario Dawson como Andy Fox.
- Melanie Lynskey como Amy Brand.
- Ted Kotcheff como Marty Peretz.

## Recepción
Shattered Glass se estrenó en el Festival Internacional de Cine de Toronto y fue proyectada en el Festival de Cine de Telluride, el Festival de Cine de Boston, el Festival de Cine de Woodstock, el Festival de Cine de Mill Valley y el Festival de Cine de Austin, antes de estrenarse en ocho salas en Nueva York y Los Ángeles el 31 de octubre de 2003. Recaudó 77 540 dólares en su primer fin de semana. En total, recaudó 2 207 975 millones de dólares en Estados Unidos y 724 744 dólares en el resto del mundo, haciendo un total de 2 932 719 millones de dólares.

### Recepción de los críticos
Shattered Glass ha recibido reseñas positivas de la mayoría de críticos, con una puntuación del 91% en Rotten Tomatoes.
Stephen Glass vio la película, y dijo sobre su experiencia: «Fue muy doloroso para mí. Era como estar en una visita guiada de los momentos de mi vida de los que estoy más avergonzado».